# Libotov
Libotov är en ort i Tjeckien. Den ligger i den centrala delen av landet, 100 km öster om huvudstaden Prag. Libotov ligger 398 meter över havet och antalet invånare är 175.
Terrängen runt Libotov är platt åt sydost, men åt nordväst är den kuperad.Runt Libotov är det ganska tätbefolkat, med 86 invånare per kvadratkilometer. Närmaste större samhälle är Trutnov, 19,3 km norr om Libotov. Trakten runt Libotov består till största delen av jordbruksmark.